# Chiesa della Natività di Maria Vergine (Diano San Pietro)
La chiesa della Natività di Maria Vergine è un luogo di culto cattolico di Diano San Pietro, in provincia di Imperia, situato nel centro storico della frazione di Borganzo. La chiesa è sede della parrocchia della Natività di Maria Vergine e di Santa Lucia del vicariato di Diano Marina della diocesi di Albenga-Imperia.

## Storia e descrizione

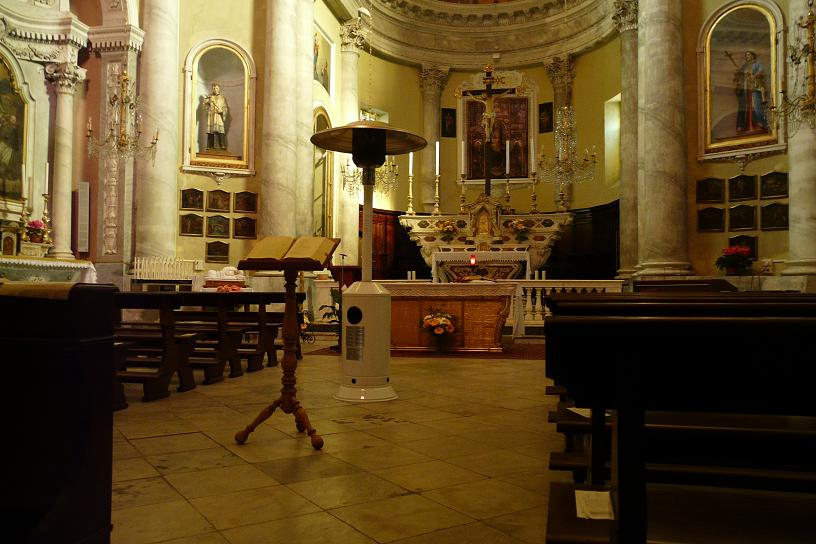
L'interno della navata

L'attuale parrocchiale è il frutto di una ricostruzione eseguita nel corso della seconda metà del XIX secolo sulle fondamenta di un preesistente oratorio. Quest'ultimo, nelle forme originarie più ridotte, fu a sua volta rivisto nella prima metà del XVII secolo con un'opera di ingrandimento della primaria struttura.
Furono quindi gli architetti Angelo e Francesco Ardissone a progettare e a dirigere i lavori per la nuova chiesa parrocchiale di Borganzo che comportarono la demolizione del muro perimetrale della parte sinistra e delle rispettive colonne centrali, il completo rifacimento della zona del coro e del presbiterio, la realizzazione di una nuova volta per l'unica navata e la conseguente modifica delle porte d'accesso.
Il decreto vescovile di monsignor Angelo Cambiaso, datato al 10 agosto 1945, decretò l'elezione della chiesa a santuario dedicato ai santi Cosma e Damiano, mantenendone però l'originaria intitolazione alla Natività di Maria Vergine.
La volta è stata affrescata dal pittore Giacomo Rolando di Diano Marina con le raffigurazioni de La presentazione di Maria Santissima Bambina e Il martirio dei santi Cosma e Damiano, entrambi datati al 1937. Tra i dipinti e le sculture il quadro L'angelo Gabriele e i santi apostoli Filippo, Giacomo e Tommaso nel primo altare di sinistra; la tela Santi Cosma e Damiano con san Francesco da Sales e l'Immacolata nel successivo altare; il gruppo ligneo policromo de La Santa Bambina tra sant'Anna e san Gioacchino, realizzato nel 1852, dallo scultore Stefano Valle; le effigie dei santi Cosma e Damiano di Stefano Murialdo, del 1837; la tela della Madonna del Carmine tra i santi Giacomo il Maggiore, Biagio e Bernardo da Chiaravalle, del 1685; il Transito di san Giuseppe tra Gesù e la Madonna, opera pittorica del 1850 di Valentino Piccardi Veneziano.
Restaurato dalla Soprintendenza per i Beni Ambientali e Architettonici della Liguria tra il 1952 e il 1964 è il polittico su tavola di Antonio Brea, datato al 1518, raffigurante nel pannello centrale la Madonna della Consolazione con a sinistra san Michele arcangelo, a destra san Rocco e Cristo in Pietà tra due angeli nella parte in alto.
L'altare maggiore in marmo, del 1731, è sormontato da un grande crocifisso; il pulpito è del 1783.